# Улахан-Кюёль (озеро, Жиганский улус)
Улахан-Кюёль (Улахан-Кюель) — озеро в Якутии, находится в северной части  Жиганского улуса, в излучине реки Мэнкэрэ перед её впадением в Лену. Самое крупное озеро улуса. Расположено в труднодоступной местности, в пределах Центральноякутской равнины.
Площадь зеркала — 67,8 км². Площадь водосборного бассейна — 265 км². Высота над уровнем моря — 73 м.  Длина озера с запада на восток около 12,6 км, расстояние между самыми дальними точками на севере и юге — около 10, 4 км. Замерзает в сентябре, вскрывается ото льда в июне.
Впадает несколько незначительных ручьёв, а также река Курунг-Юрюе (на северо-востоке). На севере из озера вытекает река Улахан-Кюёль-Сяне, относящаяся к бассейну реки Лена. В юго-западной части через узкий пролив соединяется с другим озером – Бюер-Кюеле; кроме того соединяется протоками и ручьями с другими некрупными озёрами. Имеется два острова в северной и восточной части. Берега низкие, умеренно изрезаны, покрыты лесотундрой, местами заболочены.
В 2016 году приказом Министерства охраны природы Республики Саха (Якутия) озеро Улахан-Кюель включено в особо охраняемую природную территорию республиканского (регионального) значения.